# Deysi Cori Tello
Deysi Estela Cori Tello (nascuda a Lima el 2 de juliol de 1993), és una jugadora d'escacs peruana, que té el títol de Gran Mestre Femení (WGM) des de 2010. A banda que és l'única jugadora peruana amb aquest títol, també és la més jove de l'Amèrica del Sud que el té. És germana del GM Jorge Cori.
A la llista d'Elo de la FIDE del març de 2022, hi tenia un Elo de 2391 punts, cosa que en feia el jugador número 12 (en actiu) en el rànquing absolut del Perú, la jugadora número 1 del país, i la número 60 en el rànquing mundial femení. El seu màxim Elo va ser de 2444 punts, a la llista de març de 2015 (la posició 1726 al rànquing mundial).

## Resultats destacats en competició
Va tenir una bona actuació al Torneig Internacional Ciudad de La Laguna de 2009, a La Laguna, Tenerife, on va assolir una norma de WGM i una altra d'MI.
En el Campionat del món d'escacs per edats de 2009, celebrat a Antalya, Turquia, entre l'11 i el 23 de novembre, Deysi Cori va aconseguir guanyar el títol mundial Sub-16 femení, tot guanyant nou de les seves primeres deu partides, i obtenint el títol a una ronda del final. El seu germà petit, Jorge Cori, també es va proclamar campió del món el 2009, a la categoria Sub-14.
El 2011, a Chennai, va guanyar el Campionat del món juvenil femení.
L'octubre de 2015 va participar en la Copa del Món de 2015, on fou eliminat a la primera ronda pel GM Vladímir Kràmnik.
El febrer de 2016 guanyà el Campionat Continental d'Amèrica femení, jugat a Lima (Perú) amb 7½ punts de 9.

## Títols
- 1a al Panamericà Sub-20 de Cali (juny de 2008).
- 1a al Mundial d'Escacs Escolar de Singapur, Sub-15 (juliol de 2008).[14]
- 1a al Torneig Internacional de La Roda (abril de 2009).
- 2a al Campionat Continental de Cali (setembre de 2009).
- 1a al Campionat del món Sub-16 a Turquia[15] (novembre de 2009).
- 2a al Campionat del món Sub-18 a Grècia[16] (octubre de 2010).
- 1a al Campionat del món juvenil femení, a Chennai (2011).